# Corvette (videojuego)
Corvette es un  videojuego de carreras de 2003 desarrollado por los estudios de Glasgow y Minsk de Steel Monkeys en el que los jugadores compiten en autos de la década de 1950 y desbloquean autos en modo carrera para correr de 1953 a 2003. Los jugadores pueden personalizar los autos para adaptarse a su estilo de manejo. El juego presenta tráfico y policías. Las pistas provienen de Chicago y van a L.A. El juego fue lanzado en Xbox, Game Boy Advance, Windows y PlayStation 2. Una versión para Nintendo Gamecube tenía que lanzar este juego pero su lanzamiento fue cancelado por razones desconocidas.

## Jugabilidad
El formato de carreras para este juego contiene los modos Carrera Rápida, Arcade y Carrera. En los modos Arcade y Carrera, comienza en la primera generación de Corvette en una serie de carreras. Hay varias series de carreras para todas las generaciones de Corvette. A medida que el jugador gana las carreras, gana mejoras menores para su automóvil. Al final de una sección de esa generación de Corvette, comienza una carrera individual en el camino abierto para ganar un trofeo. Si los jugadores ganan, irá a la próxima generación y sus carreras. Cuando se complete, el jugador desbloqueará muchos autos, piezas personalizadas y pistas para Quick Race.

## Recepción
El juego se encontró con una recepción generalmente de mixta a negativa. GameRankings y Metacritic le dieron un puntaje de 52.20% y 53 de 100 para la versión de Xbox; 51.41% y 57 de 100 para la versión de PlayStation 2; y 49% y 58 de 100 para la versión Game Boy Advance.